# 卡特奧夫 (路易斯安那州)
卡特奧夫（英語：Cut Off）是位於美國路易斯安那州拉福什堂區的一個普查規定居民點。

## 人口
根據2020年美國人口普查的數據，卡特奧夫的面積為38.24平方千米，當中陸地面積為37.92平方千米，而水域面積為0.32平方千米。當地共有人口5533人，而人口密度為每平方千米144.69人。